# 1366

## Esdeveniments
- Bertrand du Guesclin arriba a Barcelona per participar en la Guerra dels dos Peres contra Pere I de Castella
- Enric II de Castella s'autoproclama rei
- Fi de la guerra entre Polònia i Lituània

Països Catalans
- Privilegi de Pere III per fer les muralles de Terrassa
- Roger Bernat de Foix ven Sabadell a Elionor de Sicília

## Naixements
- Francesc I Gonzaga, a Màntua

## Necrològiques
- 25 de gener, Heinrich Seuse, a Ulm.